# Pedro Luz

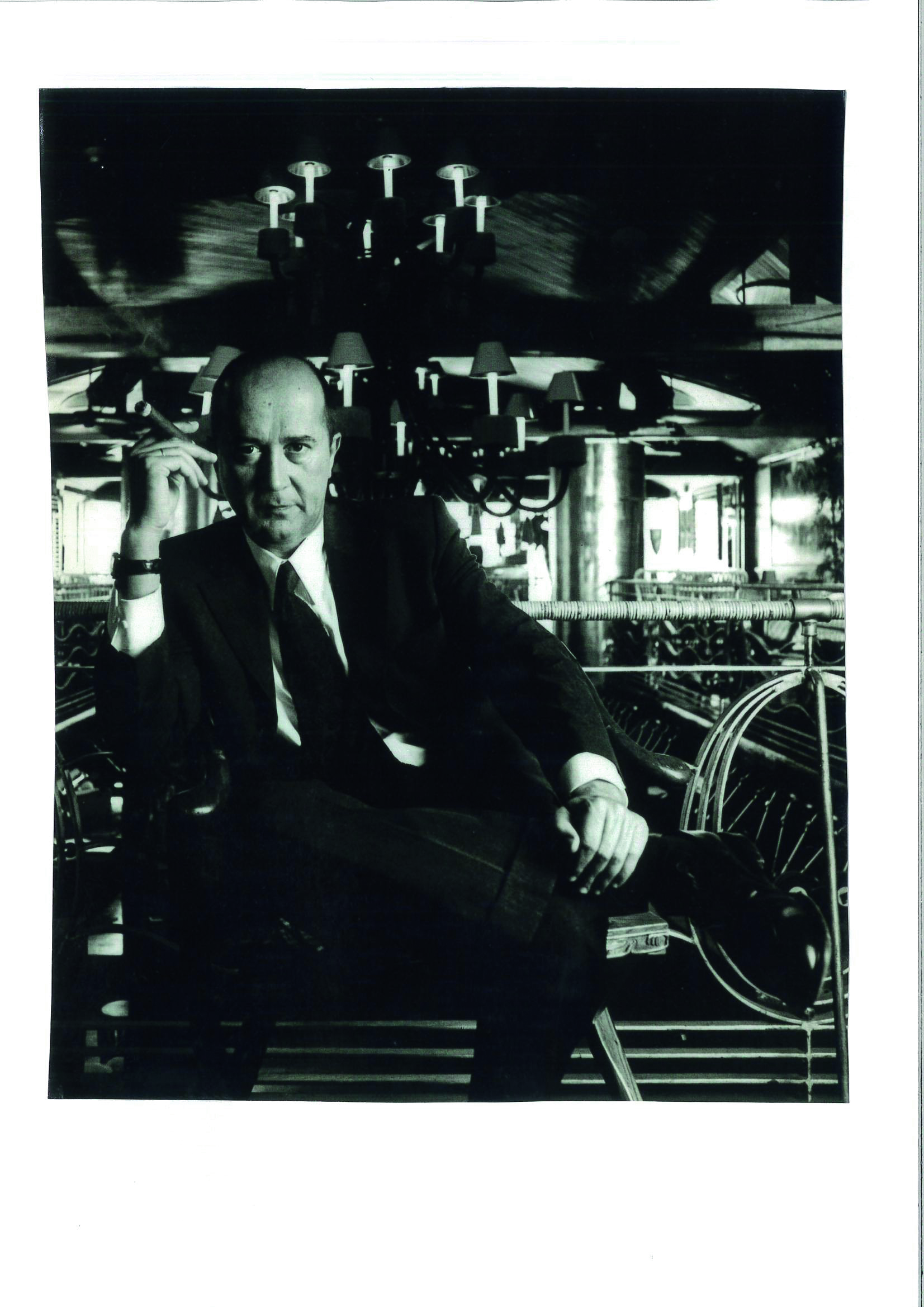
Pedro Luz é um empresário português que criou o Alcântara-Mar e Alcântara-Café em 1988, entre muitas outras atividades ao longo da sua vida.

Pedro Luz (Lisboa, 28 de março de 1949) é um empresário português e figura icónica de Lisboa envolvido desde a sua juventude em diversas áreas culturais em Portugal, da Moda à Gastronomia, passando pelas Discotecas e a Hotelaria. Como figura pública ficou mais conhecido depois de se tornar sócio da discoteca Plateau (1986) e de ter aberto o restaurante Alcântara-Café e a discoteca Alcântara-Mar em 1988, que foram em grande medida responsáveis por um movimento de modernidade na capital portuguesa nos anos 80 e 90 do século 20, a chamada movida lisboeta.  
Durante a apresentação, a 23 de setembro de 2022, da biografia "Pedro Luz - Um homem, quatro vidas" , de Rita Delgado, o presidente da Câmara Municipal de Lisboa, Carlos Moedas, enviou uma mensagem em vídeo, em que declarou que o empresário mudou a sua geração e é "um dos símbolos da chamada movida lisboeta que trouxe o ar fresco da modernidade a espaços icónicos como o Plateau ou o Alcântara-Mar". Carlos Moedas acrescenta que "Pedro Luz é muito mais do que tudo o que fez no passado. É o presente e será o futuro, como demonstra a abertura deste e de outros hotéis que tem na nossa cidade onde sempre investiu com o seu talento e o seu trabalho". E conclui: "O Pedro é a personificação de uma capital cosmopolita que é a minha, daquela Lisboa que não tem de pedir licença a Paris para ser a nossa cidade-luz." 

## Actividade
Um dos frequentadores portugueses mais famosos foi o escritor e antigo jornalista Miguel Esteves Cardoso, sobretudo do Plateau. Na revista do diário espanhol El Mundo refere-se o empresário Pedro Luz como o "propietario de varios locales y motor de la movida", que deixava as suas "possessões" na discoteca Indochina para se transferir para o Alcântara-Mar, o sítio onde todos, ou quase todos, terminavam as noites.  
Como se escreve em "Uma pequena história da música electrónica de dança em Portugal", de Gabriel de Oliveira Feitor, a movida lisboeta começou a descer, em meados dos anos 80, do Bairro Alto para outros pontos da cidade, de Santos até Alcântara. Acrescenta-se ainda que Pedro Luz, um dos sócios que tinha comprado parte do Plateau em 1986, resolveu depois abrir uma grande discoteca: "Luz tinha uma cultura de noite muito rara para um português da época. Viajava regularmente e já havia frequentado o famoso clube de Nova Iorque Studio 54"  e o Palace em Paris. 
Pedro Luz é conhecido também por ajudar pessoas empreendedoras das noites da capital que abrem outros espaços, participando na sua decoração. Numa entrevista ao jornal i, Hernâni Miguel, chama-lhe um dos seus "irmãos brancos". Também Paulo China, empresário luso-chinês, diz que Pedro Luz lhe deu comida quando precisava, que é "um grande senhor" e um dos seus "gurus".

## A quarta vida
No que alguns chamam de quatro vidas, Pedro Luz lançou-se no mundo da hotelaria em 2009, criando o grupo Brown's. O primeiro espaço foi uma coffee-shop, na Rua da Vitória, em Lisboa, com o conceito a expandir-se para outras áreas de negócio com os Brown’s apartments, o Boutique Hotel, o Brown's Downtown e o Brown’s Central, todos localizados na capital portuguesa.
Depois das três unidades na Baixa Pombalina, o grupo de Pedro Luz avançou já este ano para a quarta, desta vez junto à Avenida da Liberdade, na Rua Rodrigues Sampaio, um hotel de 5 estrelas, o Brown´s Avenue, onde também se pode encontrar um restaurante e um bar. Tem dois edifícios: um mais contemporâneo, de sete andares, onde se encontra a maioria dos 44 quartos, assim como o rooftop com piscina - e um edifício clássico do século XIX, onde tem o restaurante. Durante as obras, com as escavações da garagem, foram encontradas ruínas romanas, que podem ser visitadas depois de terem sido recuperadas e transformadas numa zona museológica.
A edição de Setembro de 2022 da revista Attitude - Interior Design Magazine, publica um artigo de três páginas sobre o Brown´s Avenue Hotel, que é designado como a mais recente aposta do grupo Brown's, totalmente idealizada por Pedro Luz, "a mente criadora por detrás dos saudosos Alcântara-Mar e Alcântara-Café". As vivências, viagens e experiências foram as grandes inspirações para o desenho dos espaços que se distribuem por duas alas: uma clássica e outra contemporânea. 
Escreve-se ainda na revista que Pedro Luz é um ávido colecionador de livros de arquitetura e arte, fazendo deles elementos decorativos que pontuam os espaços do novo hotel, com o seu expoente máximo na biblioteca.

## O livro "Pedro Luz - Um Homem, Quatro Vidas"
A propósito do lançamento da biografia de Pedro Luz, "Pedro Luz - Um Homem, Quatro Vidas", escrita por Rita Delgado, neta do general Humberto Delgado, o jornal Diário de Notícias publicou o artigo "As 1001 noites de Pedro Luz", assinado pela jornalista Maria João Martins, em que se refere que Pedro foi um miúdo reguila a crescer num país fechado, num regime autoritário, em que a vida noturna era olhada com desconfiança e suspeição. Porém, acrescenta-se, algumas décadas e muitas noites depois, Pedro Luz transformara-se no empresário que teve de negar um jantar  no restaurante Alcântara-Café a Mick Jagger porque a cozinha já estava fechada.
Também a revista Sábado, na edição online de 23 de setembro, publica um artigo especial com o título "Pedro Luz, o homem que iluminou a noite de Lisboa" em que a jornalista Sónia Bento regista o texto em que autoria da biografia, Rita Delgado, afirma que o empresário resolveu dedicar a vida ao culto da beleza, na forma de vestir, na casa, no estilo de vida, nos negócios e agora nos hotéis que anda a construir. A grande beleza como justificação do mundo é uma das suas maiores realizações. Não é o sucesso ou o dinheiro que o guiam, mas sim o fascínio de fazer obra, a forma fundida com a antropologia. Foi moldando a personalidade à roda das suas atividades profissionais e preferências estéticas. "Atravessou, de verdade, quatro vidas." 
A própria autora da biografia, Rita Delgado, publicou a 23 de setembro de 2022 um artigo de opinião no jornal online Observador, em que escreve que o percurso de Pedro Luz vai muito para além de um mero homem de negócios: "em cada uma das suas quatro vidas alterou mentalidades e contribuiu para a evolução de Portugal, e em especial da sua capital." 
Já na revista The Mag da Flash, escreve-se que "ser empreendedor está-lhe no ADN". Acrescenta-se que Pedro Luz começou pela roupa, passou pelos restaurantes, as discotecas – e agora constrói hotéis de charme no centro de Lisboa. Mas, sublinha-se, a fama tem muito a ver com o facto de ser o homem que criou o Alcântara-Mar, a discoteca que revolucionou a noite de Lisboa e abriu espaço "a uma nova movida na capital". O empresário, acrescenta-se, está ligado ainda ao Plateau, Indochina, Docks, Alcântara Café e muitos outros icónicos espaços por onde passaram centenas de milhares de pessoas ao longo das últimas décadas. Uma vida que é agora revisitada agora em livro – 'Um Homem, Quatro Vidas' – escrito por Rita Delgado, neta do general Humberto Delgado e sua ex-namorada, com memórias de um tempo que o próprio diz não deixar saudades: “Tenho saudades é do futuro” afirma Pedro Luz, orgulhoso da obra que ainda tem planeada para cidade que ajudou a modernizar com magia e bom gosto.
Pedro Luz foi também entrevistado por Fernando Alvim no programa Prova Oral da RTP/RDP, onde se afirma que, no livro, o "criador da movida lisboeta" é visto pelos olhos de Rita Delgado e de todos os amigos próximos e colaboradores. São vistos como "relatos intimistas" que nos dão a conhecer quem é na verdade Pedro Luz.
A mais recente entrevista ao empresário, publicada a 23 de outubro de 2022, foi conduzida pela Redactora Principal do diário Público,a jornalista Ana Sá Lopes. Na longa entrevista de quatro páginas diz-se que Pedro Luz podia ter sido arquiteto, mas começou a trabalhar aos 17 anos em música. Depois veio a roupa e só mais tarde chegou o rótulo de “empresário da noite”, quando se tornou sócio do Plateau e depois criou o Alcântara-Mar. Depois de o Alcântara fechar, continuará na noite com o Dock’s e o Indochina - e, pelo meio, "inunda" o país de croissanterias. E "põe-nos a comer sandes, com a Companhia das Sandes". Hoje, continua a ser empresário da noite e do dia. Há 12 anos que se dedica aos hotéis de charme. 
No mesmo dia, a 23 de outubro, o comentador Luís Marques Mendes referiu o lançamento da biografia sobre Pedro Luz no Jornal da Noite da SIC, dizendo que se trata da "biografia de um homem extraordinário, de empresário de lazer, um homem de cultura", mais recentemente criador "de hotéis de charme", deixando "uma felicitação à autora, Rita Delgado". Dois dias depois, no seu comentário na SIC Notícias, foi José Miguel Júdice quem referiu o livro, afirmando que se trata de uma obra sobre "um grande homem da cultura, da noite, da restauração, dos hotéis".
1. ↑  «Pedro Luz: 'Não me custa desfazer de negócios'». Jornal SOL. Consultado em 20 de julho de 2022
2. ↑  Catalão, Rui. «A catedral do purgatório». PÚBLICO. Consultado em 20 de julho de 2022
3. ↑  «Caras | Pedro Luz no lançamento da sua biografia: "Fico feliz por ter aqui tantos amigos"». Caras. 15 de outubro de 2022. Consultado em 31 de outubro de 2022
4. ↑  Lisboa, Câmara Municipal de (20 de setembro de 2022), PCML_Biografia Pedro Luz, consultado em 4 de outubro de 2022
5. ↑  Editora, Porto. «Revista Sábado»
6. ↑  «La Revista: Algo se mueve en la vieja Lisboa». www.elmundo.es. Consultado em 21 de julho de 2022
7. 1 2  Digital, Bismuto Labs-Web Design e Marketing (3 de junho de 2021). «Uma pequena história da música electrónica de dança em Portugal (parte I)». Comunidade Cultura e Arte. Consultado em 20 de julho de 2022
8. ↑  «Hernâni Miguel. "O bichinho da noite começou muito cedo"». ionline. Consultado em 26 de julho de 2022
9. ↑  «Paulo China. "Cheguei a lavar casas de banho a troco de uma sandes"». ionline. Consultado em 20 de julho de 2022
10. ↑  «Brown's vai abrir 4 unidade hoteleira junto à av. da Liberdade». diarioimobiliario.pt. Consultado em 22 de agosto de 2022
11. ↑  «O Brown's chegou à Avenida com um restaurante, um bar honesto e ruínas romanas». NiT. Consultado em 22 de agosto de 2022
12. ↑  Design, Attitude Interior. «Issue 107: Analogue». Attitude Interior Design. Consultado em 23 de setembro de 2022
13. ↑  Design, Attitude Interior. «Issue 107: Analogue». Attitude Interior Design. Consultado em 31 de outubro de 2022
14. ↑  «As 1001 noites de Pedro Luz». www.dn.pt. Consultado em 23 de setembro de 2022
15. ↑  «Pedro Luz, o homem que iluminou a noite de Lisboa». www.sabado.pt. Consultado em 23 de setembro de 2022
16. ↑  Delgado, Rita. «Luz de Lisboa». Observador. Consultado em 4 de outubro de 2022
17. ↑  «Plateau, Alcântara Mar, Indochina... As memórias de Pedro Luz, o rei da noite que continua a modernizar Lisboa». www.flash.pt. Consultado em 7 de outubro de 2022
18. ↑  «Prova Oral de 04 Out 2022 - RTP Play - RTP». RTP Play. Consultado em 22 de outubro de 2022
19. ↑  Gaudêncio, Ana Sá Lopes, Rui. «Pedro Luz: "Era mesmo preciso fazer o Alcântara-Mar. Tive a sorte de o fazer primeiro"». PÚBLICO. Consultado em 25 de outubro de 2022
20. ↑  «Marques Mendes: "Tem de haver ajuda, se não é uma calamidade social"». SIC Notícias. Consultado em 31 de outubro de 2022
21. ↑  «"Marcelo: Amar tanto também cansa"». SIC Notícias. Consultado em 31 de outubro de 2022